# 帕尔萨德普尔
帕尔萨德普尔（Parsadepur），是印度北方邦Rae Bareli县的一个城镇。总人口9614（2001年）。

## 人口
该地2001年总人口9614人，其中男性4944人，女性4670人；0—6岁人口1706人，其中男861人，女845人；识字率47.00%，其中男性为56.31%，女性为37.15%。